# Herbord de Bar (Domherr, 1533)
Herbord de Bar (* 1533; † 17. September 1597) war ein evangelischer Domherr in Münster und Domdechant in Osnabrück.

## Leben
Herbord de Bar entstammte dem niedersächsischen Adelsgeschlecht de Bar und war der Sohn des Brand de Bar († 1554) und dessen Gemahlin Adelheid von Lutten. Im Jahre 1559 erhielt er eine münstersche Dompräbende und wurde im Jahr darauf emanzipiert. Herbord war auch Domherr in Osnabrück, wo er später zum Domdechanten gewählt wurde. Bei der Wahl des münsterschen Bischofs im Jahre 1574, die mit erheblichen Turbulenzen verbunden war, spielte er zusammen mit dem Domherrn und späteren Bischof von Osnabrück Wilhelm von Schencking eine besondere Rolle. Er trat in die Juniorenpartei im Domkapitel ein. Diese stand dem evangelischen Glauben nahe. 1578 war er im Besitz der Obedienzen Sommersell und Blasii. Nach seinem Tod bat der Domküster Adolf Wolff gen. Metternich, Herbords Präbende dem Sohn des verstorbenen Drosten von Bocholtz, Temmo von Bocholtz, zu verleihen. Im Dom zu Osnabrück befand sich sein Epitaph, das im 19. Jahrhundert entfernt wurde.